# República Dominicana en los Juegos Olímpicos de Tokio 1964
La República Dominicana estuvo representada en los Juegos Olímpicos de Tokio 1964 por un deportista masculino que compitió en atletismo.
El portador de la bandera en la ceremonia de apertura fue el atleta Alberto Torres. El equipo olímpico dominicano no obtuvo ninguna medalla en estos Juegos.